# Praealticus
Praealticus es un género de peces de la familia de los blénidos en el orden de los Perciformes.

## Especies
Existen las siguientes especies en este género:
- Praealticus bilineatus (Peters, 1868)
- Praealticus caesius (Seale, 1906)
- Praealticus dayi (Whitley, 1929)
- Praealticus labrovittatus (Bath, 1992)
- Praealticus margaritarius (Snyder, 1908)
- Praealticus margaritatus (Kendall & Radcliffe, 1912)
- Praealticus multistriatus (Bath, 1992)
- Praealticus natalis (Regan, 1909)
- Praealticus oortii (Bleeker, 1851)
- Praealticus poptae (Fowler, 1925)
- Praealticus semicrenatus (Chapman, 1951)
- Praealticus striatus (Bath, 1992)
- Praealticus tanegasimae (Jordan & Starks, 1906)
- Praealticus triangulus (Chapman, 1951)